# Rochy Putiray
Rochy Melkiano Putiray (Reggenza di Situbondo, 26 giugno 1970) è un ex calciatore indonesiano, di ruolo attaccante.

## Carriera

### Club
Ha giocato nel campionato indonesiano e hongkonghiano.

### Nazionale
Con la maglia della nazionale ha partecipato alla Coppa d'Asia nel 2000 e nel 2004.